# Drewniana Droga
Drewniana Droga – wąwóz i droga w Ojcowskim Parku Narodowym. Znajduje się w lewych zboczach Doliny Prądnika, i ma wylot pomiędzy skałami Nad Trzaską i Skałą Dygasińskiego. Dawniej wąwozem tym biegła droga jezdna łączącą miejscowości Skała i Ojców. W czasie I wojny światowej wyłożono ją drewnianymi balami, aby umożliwić transport dział i amunicji. Stąd pochodzi nazwa drogi i wąwozu. Później droga straciła znaczenie. W 2005 roku władze miasta Skała drogą tą wyznaczyły szlak spacerowy. Dokonano jego oznakowania i wyposażono w tablice informacyjne.
Na wierzchowinie w pobliżu Skały, Drewniana Droga przechodzi w drogę polną. Na granicy z porośniętym lasem Ojcowskim Parkiem Narodowym znajduje się przy niej liczący około 50 mogił cmentarz choleryczny, na którym chowano ludzi zmarłych na cholerę pod koniec XIX wieku i w czasie I wojny światowej.